# Внутренний сфинктер ануса
Вну́тренний сфи́нктер а́нуса (лат. musculus sphincter ani internus) — кольцевая гладкомышечная структура, окружающая заднепроходной канал человека. Один из двух сфинктеров ануса.
Внешний сфинктер ануса, в отличие от внутреннего, состоит из поперечно-полосатой мускулатуры.

## Анатомия
Сфинктер является продолжением внутреннего циркулярного мышечного слоя прямой кишки. Внизу сфинктер соединяется с кожей ануса. Нижняя часть внутреннего сфинктера обхватывается мышечными волокнами внешнего сфинктера ануса. Хотя сфинктеры контактируют между собой, между ними имеется чётко выраженная граница.
Имеет примерные толщину 5 мм и протяжённость 25—30 мм. Нижняя граница сфинктера находится на расстоянии около 6 мм от отверстия заднего прохода. Мышечные волокна сфинктера идут как под углом к осевой линии прямой кишки, так и, в средней части сфинктера, вдоль оси кишки.

## Функционирование
Сфинктер не управляется сознанием человека. Его сокращения и расслабления происходят непроизвольно. Обычное состояние сфинктера — сокращенное. Его рефлекторное расслабление вызывается раздражением прямой кишки каловыми массами во время акта дефекации. На состояние сфинктера также не влияет перистальтика толстой кишки.
Как любой сфинктер, внутренний сфинктер ануса выполняет клапанную функцию, в частности, препятствует случайному прохождению газов и жидких фракций кала.

## Иннервация
Запирательная функция внутреннего сфинктера ануса имеет три уровня иннервации: интрамуральный, спинальный и надсегментарный, расположенный на различных уровнях головного мозга. Интрамуральный и спинальный уровни осуществляются симпатическим и парасимпатическим отделами вегетативной нервной системы. Симпатические волокна поддерживают сфинктер в состоянии тонического сокращения и тормозят моторную деятельность прямой кишки, парасимпатические волокна расслабляют сфинктер и стимулирует моторику прямой кишки.

## Инструментальные методы исследования
Для определения функционального состояния сфинктера используют следующие методы:
- Сфинктерометрия по Аминеву
- Электромиография
- Дилатометрия
- Аноректальная манометрия